# Abrosoma apterum
Abrosoma apterum är en insektsart som beskrevs av Ludwig Redtenbacher 1906. Abrosoma apterum ingår i släktet Abrosoma och familjen Aschiphasmatidae. Inga underarter finns listade i Catalogue of Life.